# 香环立交
香环立交为深圳市南北向的香蜜湖路及东西向的北环大道市政交通设施。
该立交桥，又称回旋，南行分别至香莲立交和车公庙立交，北行至福龙路。
1. ↑  .   [2015-12-17]. （原始内容存档于2015-12-22）. （页面存档备份，存于）